# Le Film cassé
Le Film cassé (おんぼろフィルム, Onboro Firumu) (titre original : Broken Down Film) est un court métrage d'animation réalisé par Osamu Tezuka et son studio Tezuka Productions, sorti en 1985.

## Synopsis
Un cow-boy maladroit tente de sauver une demoiselle en détresse des griffes d'un bandit en se servant des aléas d'une bobine de film en mauvais état.

## Fiche technique
- Titre original : Broken Down Film
- Titre français : Le Film cassé
- Origine :  Japon
- Durée : 5 minutes 30 secondes
- Scénario : Osamu Tezuka
- Studio : Tezuka Productions
- Producteur : Minoru Kubota
- Dessins : Hiroshi Nishimura, Masateru Yoshimura, Junji Kobayasi, Yutaka Tanizawa, Shinji Seya, Kaoru Kano
- Finitions : Hagiwara Masahiko
- Caméra : Masaaki Fujita
- Effets spéciaux : Kimiharu Oguma
- Effets sonores : Shizuo Kurahashi
- Édition : Shuichi Kakesu
- Assistant de production : Yutaka Enomoto
- Dates de sortie :
  - Japon : 17 août 1985
  - France : 27 novembre 2002

## Diffusion française
Le film sort en France le 27 novembre 2002, accompagné de quatre autres courts-métrages d'animation expérimentaux du studio Tezuka Productions : La Légende de la forêt, Le Saut, La Goutte et La Sirène.
En 2005, Les Films du Paradoxe éditent le DVD 8 films d'Osamu Tezuka qui réunit les cinq courts-métrages projetés ainsi que les Histoires du coin de la rue, les Tableaux d'une exposition et Autoportrait.

## Récompenses
En 1985, le film remporte le premier Grand prix du Festival international du film d'animation d'Hiroshima où il est présenté en avant-première, ainsi que le Prix du meilleur film au Festival international du film d'animation de Varna.